# 同位素标记
同位素标记是一项用于追踪同位素在某个化学反应、代谢通路、或细胞定位中的路径和去向的技术。在使用时，通过把特定的反应物分子中的某个原子替换为其同位素来进行“标记”，再让标记过后的反应物发生反应，产物分子中同位素标记的位置就反映了反应过程中被标记原子的变化。在同位素标记中使用的核素可以是稳定核素，也可以是放射性核素，在后面这种情况中，特称放射性示踪技术。
在同位素标记技术中，检测同位素标记的方法有很多种。质谱可以用于检测不同同位素的质量差异，而红外光谱可以检测同位素原子的振动模式，核磁共振技术则可以分辨原子的磁旋比，放射性衰变一般通过电离室或者放射性显影检测。
同位素标记的一个应用实例是对苯酚在水中溶解性的研究。通过把苯酚加入氘代水（加入了重水的水），在苯酚的羟基上可以检测到氘原子，说明苯酚在不断与水发生质子交换。而只有酚羟基受到了影响，说明苯酚的其他5个氢原子并不参与质子交换。

## 同位素示踪剂

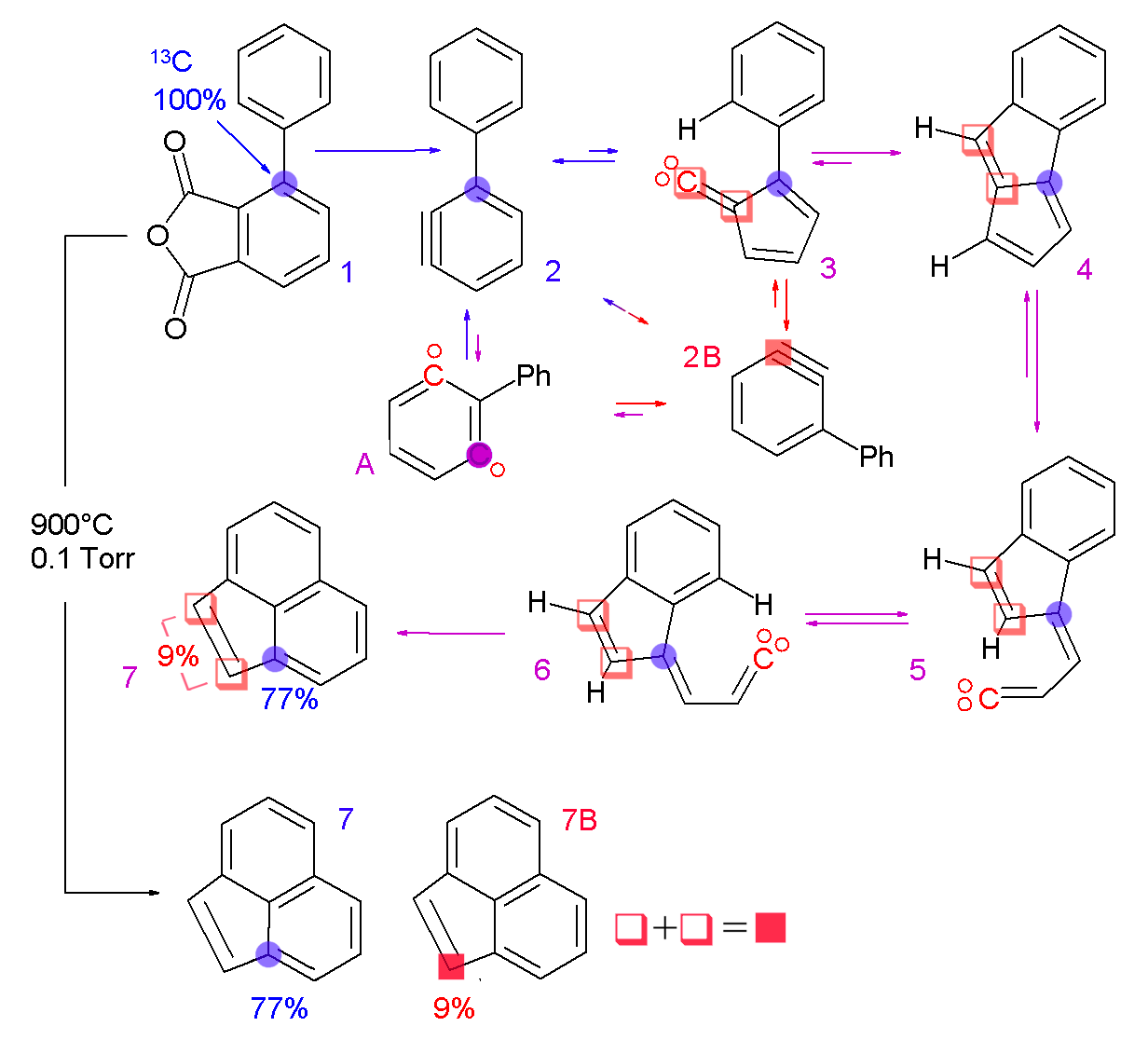
用一个碳-13标记确定了苯基取代炔前体1的1,2-1,3-二脱氢苯转化机理。

同位素示踪剂（或同位素标记）可用于化学和生物化学，以帮助理解化学反应和相互作用。 在这种技术中，目标分子的一个或多个原子被同一化学元素的另一种不同的同位素（如放射性示踪中使用的放射性同位素）取代。因为标记的原子具有相同的原子序数，它的反应方式几乎与未标记的原子相同，而且（除了少数例外）也不会干扰正在研究的反应。但是，中子数的差异又使我们可以把同位素标记与同一元素的原子区分开来。
核磁共振（NMR）和质谱法（MS）被用来研究化学反应的机理。核磁共振和质谱仪可以检测到同位素之间的差异，从而可以确定产物结构中标记原子的位置信息。利用同位素标记在产物分子中的定位，我们就可以确定反应物转化为产物的反应途径。放射性同位素可以用凝胶电泳的自显影图进行检测，含有放射性同位素的化合物所发出的辐射会使一块胶片变色，从而显现出标记原子在凝胶中的相对位置。
同位素示踪剂通常以同位素比率的形式使用。通过研究同一元素的两种同位素之间的自然比例，我们就可以避免同位素的整体丰度的影响，因为这通常会掩盖同位素丰度中较小的变化。同位素是地质学中很重要的工具，因为它们可以用来理解地壳系统中复杂的混合过程。
同位素示踪通常由同位素种类的不同，分为稳定同位素示踪剂和放射性同位素示踪剂。稳定同位素示踪剂只涉及非放射性同位素，通常依赖于质量的差异进行分辨。理论上，任何具有两个稳定同位素的元素都可以用作同位素示踪剂。然而，最常用的稳定同位素示踪剂只涉及相对轻的同位素，因为这些同位素很容易分离开来。放射性同位素示踪剂则使用可发生放射性衰变的同位素。

## 稳定同位素标记

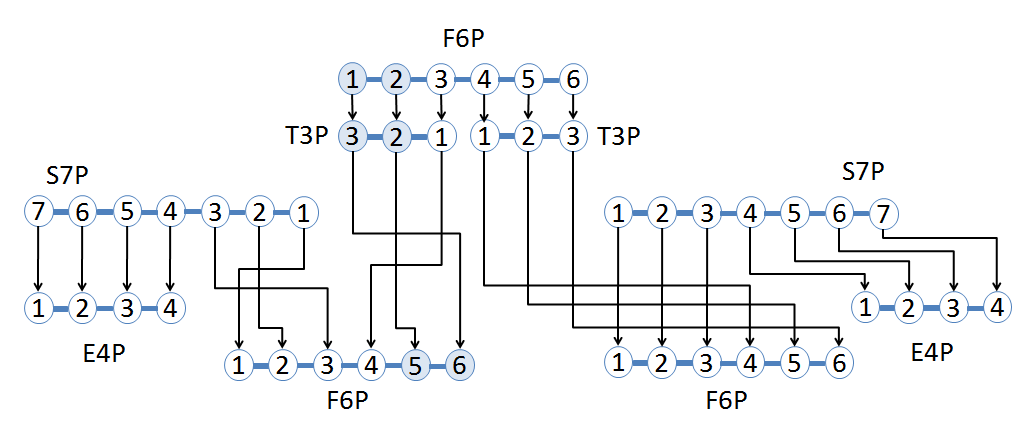
磷酸戊糖途径反应中的同位素追踪。蓝色圆圈表示标记的碳原子，而白色圆圈是未标记的碳原子。

最常见的稳定同位素是2H、13C和15N，这些同位素可以进一步用于合成核磁共振溶剂、氨基酸、核酸、脂类、代谢物和细胞生长介质。 使用稳定同位素产生的化合物，要么是由同位素标记的百分比来确定（如，30%标记为13C的葡萄糖即是一种混合物，其中30%的葡萄糖分子被13-碳标记，70%的分子的碳则符合自然的碳同位素比率），要么是在化合物上的特定原子上做标记（比如在葡萄糖的1号碳位置上做13-碳标记的1-13C 葡萄糖）。

### 利用稳定同位素标记进行代谢通量分析

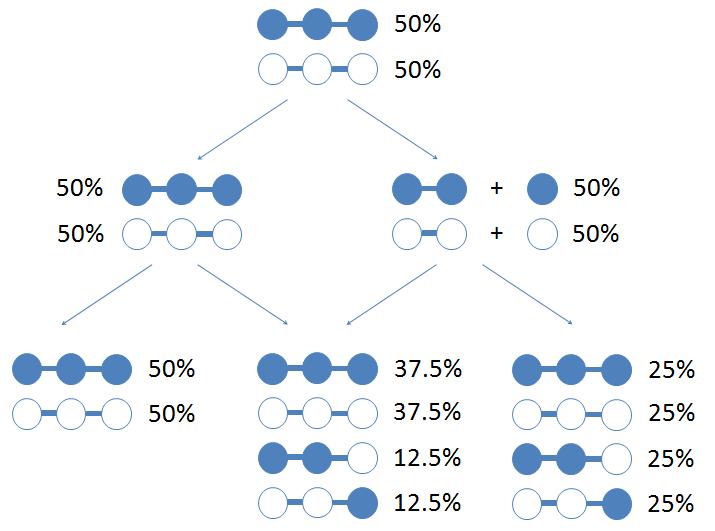
通过确定同位素标记的百分比来研究反应过程。如果50%被标记、50%未标记的代谢分子混合物以如图所示的方式反应，那么每种反应方式的产物预期百分比都可以推算。 蓝色圆圈表示标记的原子，而白色圆圈表示未标记的原子。

利用稳定同位素标记的代谢通量分析（MFA）是一种重要的工具，通过细胞内的代谢通路和反应来研究某些元素的代谢通量。把同位素标记引入到细胞的生长介质中，细胞就会使用带有标记的营养分子进行代谢和生长。对于静态的代谢通量分析，细胞必须达到一个稳态（进入和排出细胞的同位素量不随时间变化）或准稳态（在一段时间内达到稳态）。一旦确定了产出代谢物的同位素比率，我们就可以用它来确定反应途径中代谢通量，即反应物对产物的转化速率的大小。
如图所示，假设一种三碳化合物，既可以裂解成一个二碳代谢物和一个一碳代谢物并重组，也可以保持不变。如果在反应中提供两种同等比例的反应物，一种完全标记（蓝色圆圈），另一种完全没有标记（白色圆圈）。图左侧的代谢路径没有代谢物的任何变化，而右侧则显示出分裂和重组。如果代谢物只是沿着左侧的路径，它仍然是一个50：50的比率，一半是完全标记的，一半完全未标记。如果代谢物只从右侧的一路径反应，就会出现新的标记模式——4种相同比例的不同标记产物。其他比例的情况也可能发生，取决于多少原始反应物选择左侧的路径与右侧的路径。图片中间显示的情况下，则是一半的代谢物采取左侧，和一半采取右侧路径的情况 。这些标记和未标记的原子在同一种化合物中的不同分布代表了不同的同位素异构体。通过测定不同代谢物的同位素异构体比例，可以最终确定通过每个反应的通量。
将从同位素标记中获取的数据与每个反应、边界条件和最优化过程结合起来，就可以绘成通量图。不可逆反应提供了确定通量所需的热力学约束，反应的化学计量用于构造矩阵，细胞内的代谢通量则是通过迭代法来估计的。模拟的通量显示在一个通量图中，它显示每个反应的反应物转换成产品的速率。 在大多数通量图中，箭头越粗，说明反应的通量值就越大。

### 同位素标记测量技术
理论上，任何可以测量同位素异构体之间差异的技术都可以使用。不过，为了测定稳定同位素标记中的质量同位素，现已经开发出了两种主要方法——核磁共振（NMR）和质谱法（MS）。
质子核磁共振（Proton NMR）是第一种用于13-碳标记实验的技术。 使用这种方法，可以分别观察在特定代谢物池中的每一个有氢原子连接的碳原子。这样就可以知道在这一特定位置上标记的同位素的百分比。质子核磁共振的缺陷在于，如果一种代谢物中存在n个碳原子，那么最多只能存在n个不同的位置富集值，这只是同位素信息总量的一小部分。虽然如此，但纯质子核磁共振实验也要比用更多的同位素信息进行实验容易得多。
除了质子核磁共振技术外，13C核磁共振技术可以使人们能够更详细地了解同位素的分布情况。 一个标记的碳原子会产生不同的超细分裂信号，这取决于它在分子中直接相邻的原子的标记状态。 如果相邻的碳原子没有被标记，一个单线峰就会出现。 如果只有一个邻近的碳原子被标记，那么双峰就会出现。双重分裂的大小取决于邻近碳原子的官能团。如果两个相邻且化学等价的碳原子被标记，一个双重峰就可能退化为一个三重峰。
使用NMR技术进行代谢通量分析的缺点是，不同于其他核磁共振应用，这是一个相当专业的领域。一般的研究团队可能无法直接使用NMR光谱仪，因为NMR测量参数的优化和峰值结构的正确分析往往需要一个熟练的核磁共振专家。某些代谢物也可能需要专门的测量程序来获得额外的同位素数据。此外，还需要特别的软件工具来确定峰值区的精确数量，以及识别纠缠单重峰、双重峰和三重峰的分解。
与核磁共振相反，质谱法是另一种更适用于代谢通量分析实验的方法。依据使用场合的不同，质谱法的工具可以有不同的变体。与二维核磁共振（2D-NMR）不同的是，质谱仪能够直接对水解产物进行分析。
在气相色谱-质谱法（GC-MS）中，质谱仪与气相色谱仪配合，对水解产物进行分离。从气相色谱柱中洗脱出来的化合物被同时电离和分散。使用气相色谱-质谱仪的好处是，不仅测量了同位素离子的质量，而且还有数个同位素碎片的质量光谱，大大增加了测量所得到的信息。
在液相色谱-质谱法（LC-MS）中，用液相色谱仪代替气相色谱。 然而，LC-MS在代谢通量分析中的应用并不常见。
使用质谱技术的缺点是，对于气相色谱法来说，样品必须通过化学衍化制备以获得带电分子。有许多化合物用来衍生样品。DMFDMA和MTBSTFA是两个用于衍生氨基酸的化合物的例子。

## 放射性同位素标记
放射同位素标记是一种用于跟踪一个物质样本通过一个系统的技术，这种物质是通过在其化学组成中加入放射性核素来标记的。当这些放射性同位素衰变时，它们的存在可以通过探测发出的辐射来确定。 放射性同位素标记是一种特殊的同位素标记。
为此目的，一种特别有用的放射性衰变是正电子发射。 当正电子与一个电子发生碰撞时，它会释放出两个高能量光子向相反的方向运动。 如果正电子是在固体内产生的，那么它很可能在移动一毫米以上之前就这样湮灭了。如果这两个光子都能被探测到，那么衰变事件的位置就可以非常精确地确定。
严格地说，放射性同位素标记只包括实验人员人为引入放射性的情况，但是对一些自然现象也可以进行类似的分析，例如放射性定年法。

## 蛋白质组学的应用
在蛋白质组学中，研究由基因组表达的一整套蛋白质，识别疾病的生物标记可能涉及到稳定同位素标记的细胞培养（SILAC），其中同位素标记形式的氨基酸可以用来估计蛋白质代谢水平。在蛋白质重组中，重组蛋白质需要被大量产生，而同位素标记就是测试相关蛋白质产量的有效工具。为了提高标记蛋白质的产量，降低同位素标记介质的成本，一种替代的方法主要是先使用未标记的介质来增加细胞的质量，然后再用少量的同位素介质来进行标记。同位素标记的另一个应用是针对体外细胞增殖，测定细胞DNA的合成，一般使用H3-胸腺嘧啶标记来比较细胞中的DNA合成模式或序列特征。

## 生态系统过程分析中的应用
同位素示踪剂可用来检测自然系统中的过程，特别是陆地和水生生态系统。在土壤科学中，使用15N示踪剂研究氮循环十分普遍；而13C和14C，分别作为稳定性和放射性同位素，一般用于研究有机化合物的转换和自养生物对二氧化碳的固定。例如，Marsh等人于2005年使用双标记（15N和14C）尿素来证明氨氧化细菌既可以把这种化合物作为能源（氨氧化），也可以把它作为碳源（化学自养碳固定）。

## 海洋学的应用
在海洋学中，同位素示踪剂也被广泛用来研究一系列的过程。这里所使用的同位素通常是自然形成的，其来源和形成和衰变速率都很明确。然而，人工同位素也可能很有利用价值。研究人员测量不同地点和不同时间的同位素比率，以推断海洋物理过程的信息。

### 颗粒传输
海洋是一个巨大的粒子运输网络，而钍同位素可以帮助研究人员破译物质的垂直和水平运动。钍234在海洋中有一个固定的、明确的产生速度，半衰期为24天，其含量随深度呈线性变化。因此，这个线性模式的任何变化都可以体现为钍234粒子的传输。例如，在表面水层中同位素比值很低，但几米以下就达到一个较高的值，就表明向下方向有一个垂直通量。此外，钍同位素可以追溯到一个特定的深度，以研究粒子的横向运输。

### 循环
局部系统内的循环，如海湾、河口和地下水，可以用镭同位素进行检测。 镭223的半衰期为11天，可自然产生在河流和地下水源的特定地点。随着河水进入一个海湾或河口，镭的同位素比例将随之降低。通过在许多不同的地点测量镭223的数量，就可以发现一个循环模式。同样的过程也可以用来研究地下水的运动和排放情况。
各种铅的同位素可以用来研究全球范围内的循环。 不同的海洋（如大西洋、太平洋、印度洋等）有不同的同位素特征。这是由于不同海洋中沉积物和岩石的同位素比例的差异。由于不同的铅同位素的半衰期为50-200年，因此没有足够的时间使同位素比率在整个海洋均匀化。因此，可以利用铅同位素比的精确分析来研究不同海洋的环流。

## 同位素标记的方法
- 化学合成
- 酶促交换
- 在同位素标记介质中的重组蛋白表达